# Kamberk
Kamberk é uma comuna checa localizada na região da Boêmia Central, distrito de Benešov.

## Galeria

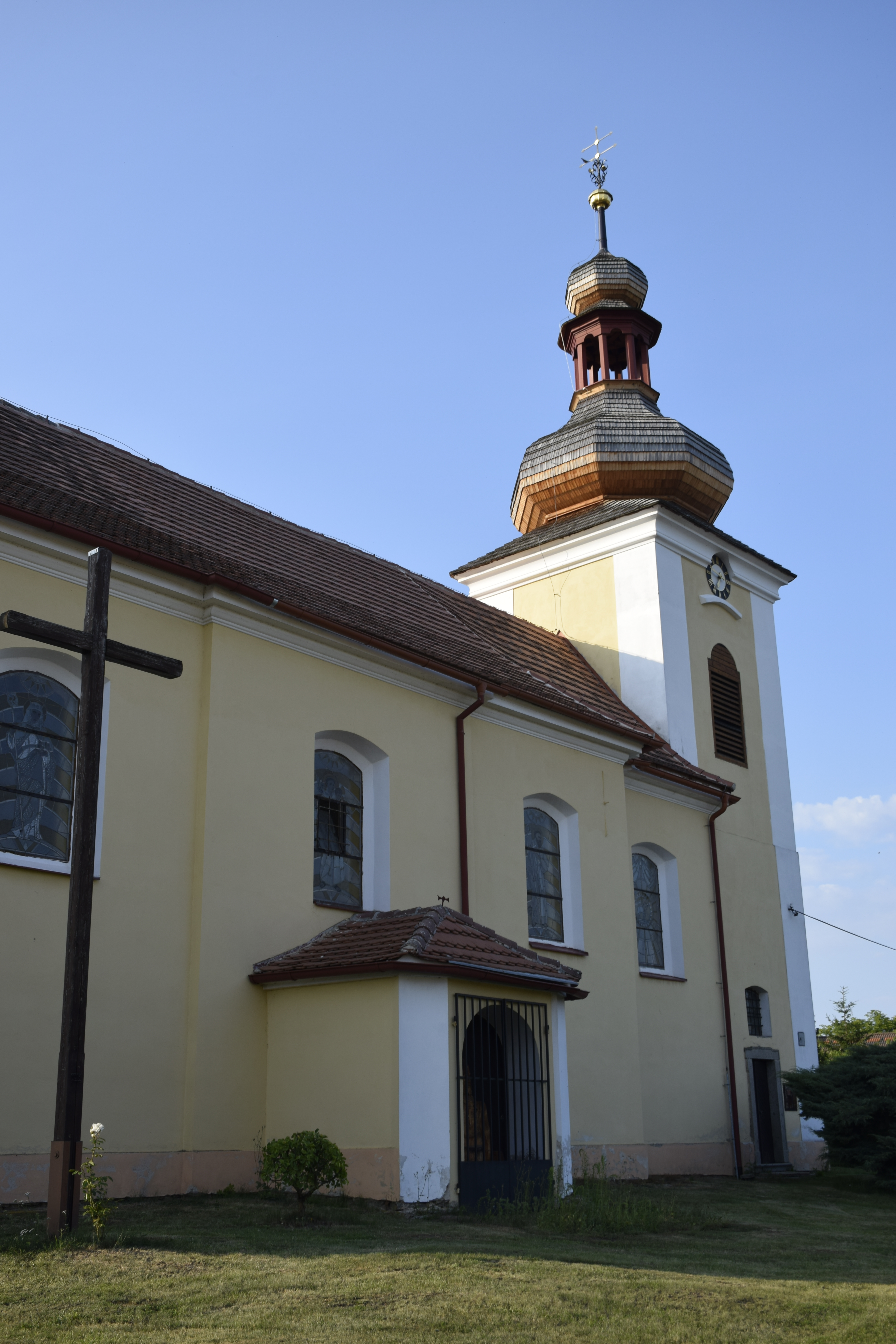
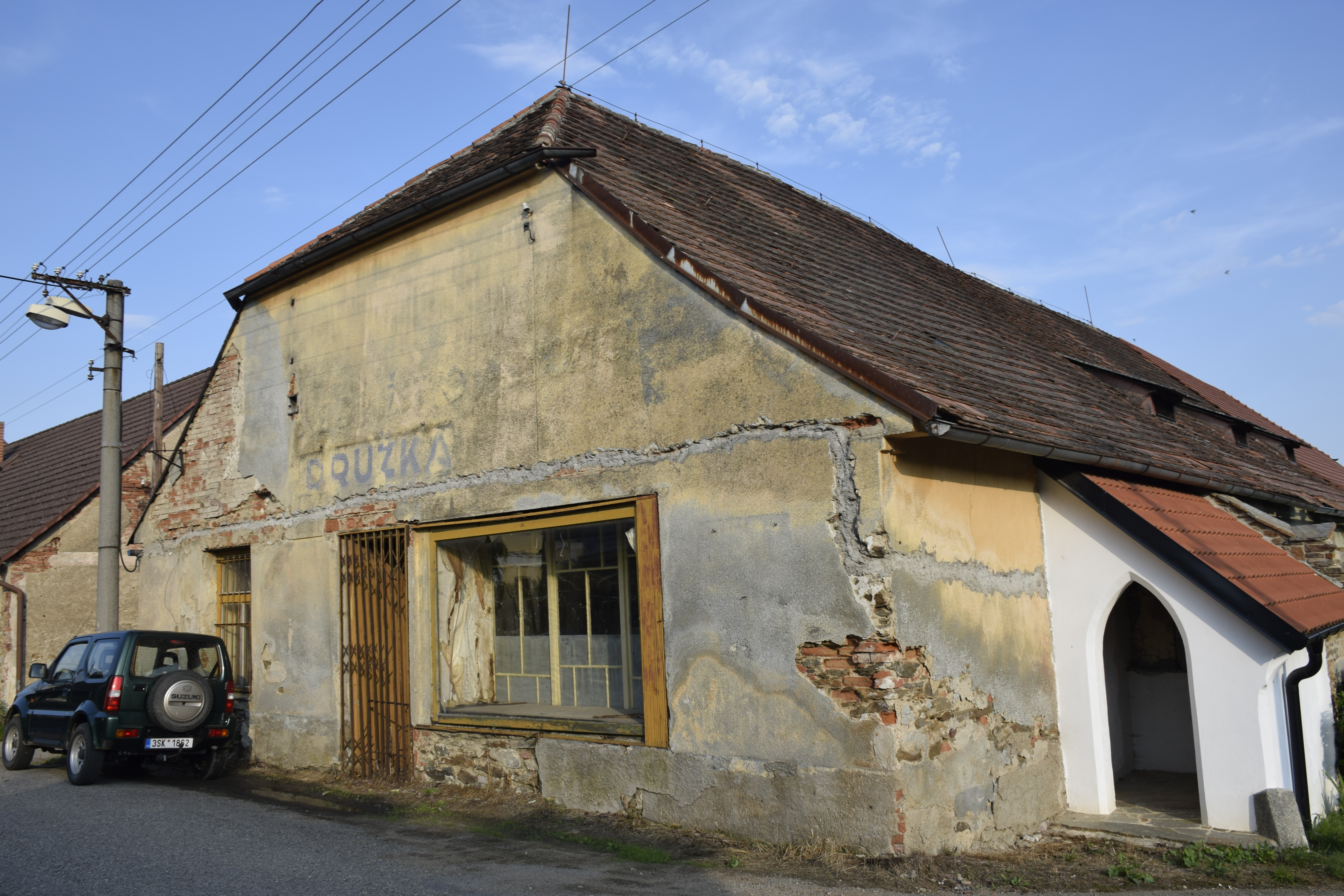
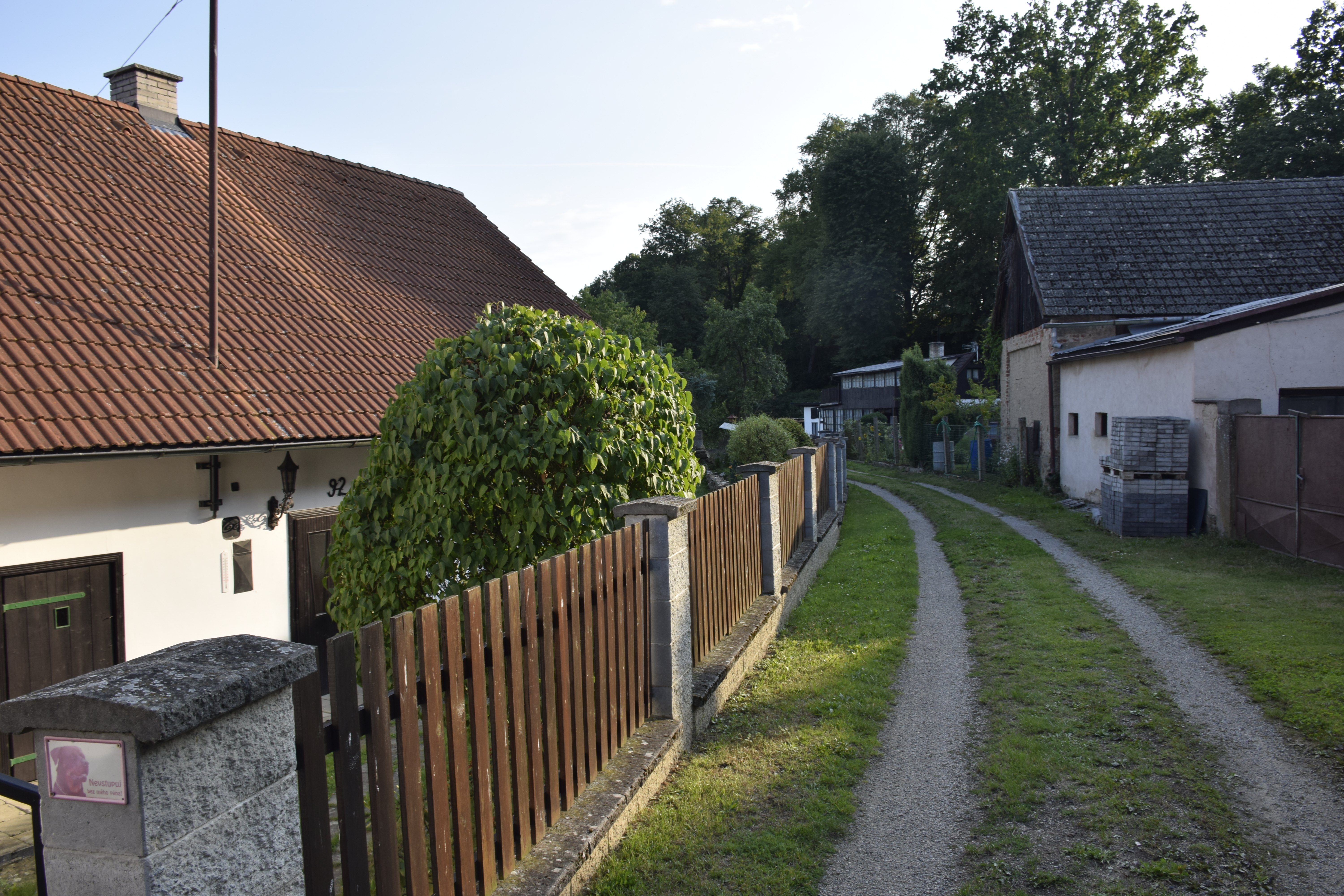